# Ciclul solar 20

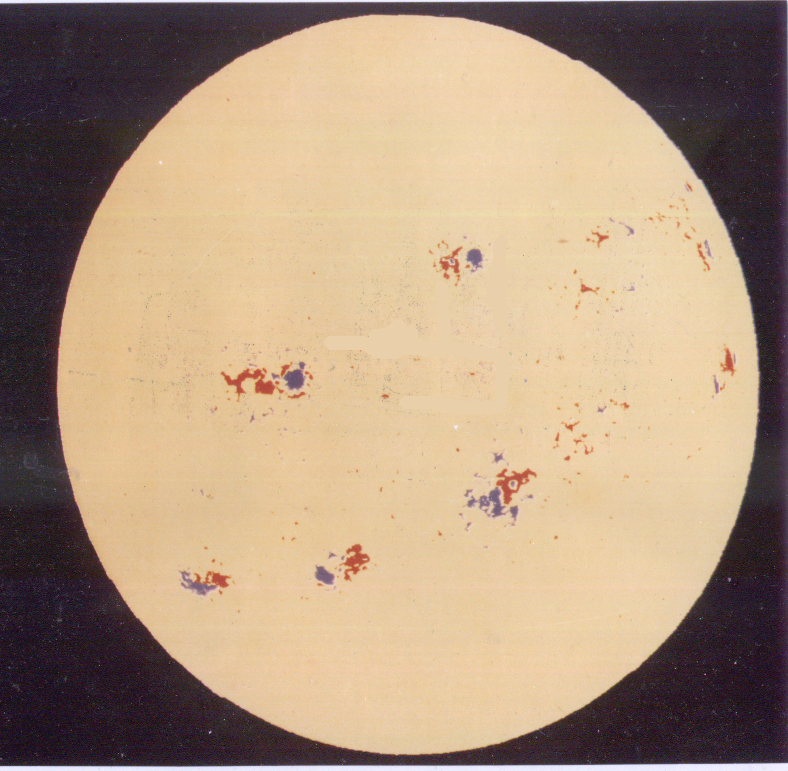
Magnetogramă solară. Două benzi de regiuni active sunt vizibile pe părți opuse ale ecuatorului solar. Câmpurile magnetice orientate în sus și în jos sunt codificate cu roșu și albastru. Regiunile active din cele două benzi de latitudini opuse au modele de câmp magnetic opuse.
A fost necesară o oarecare photoshopare în zona galbenă din apropierea centrului imaginii pentru a elimina deteriorarea imprimării fotografice.

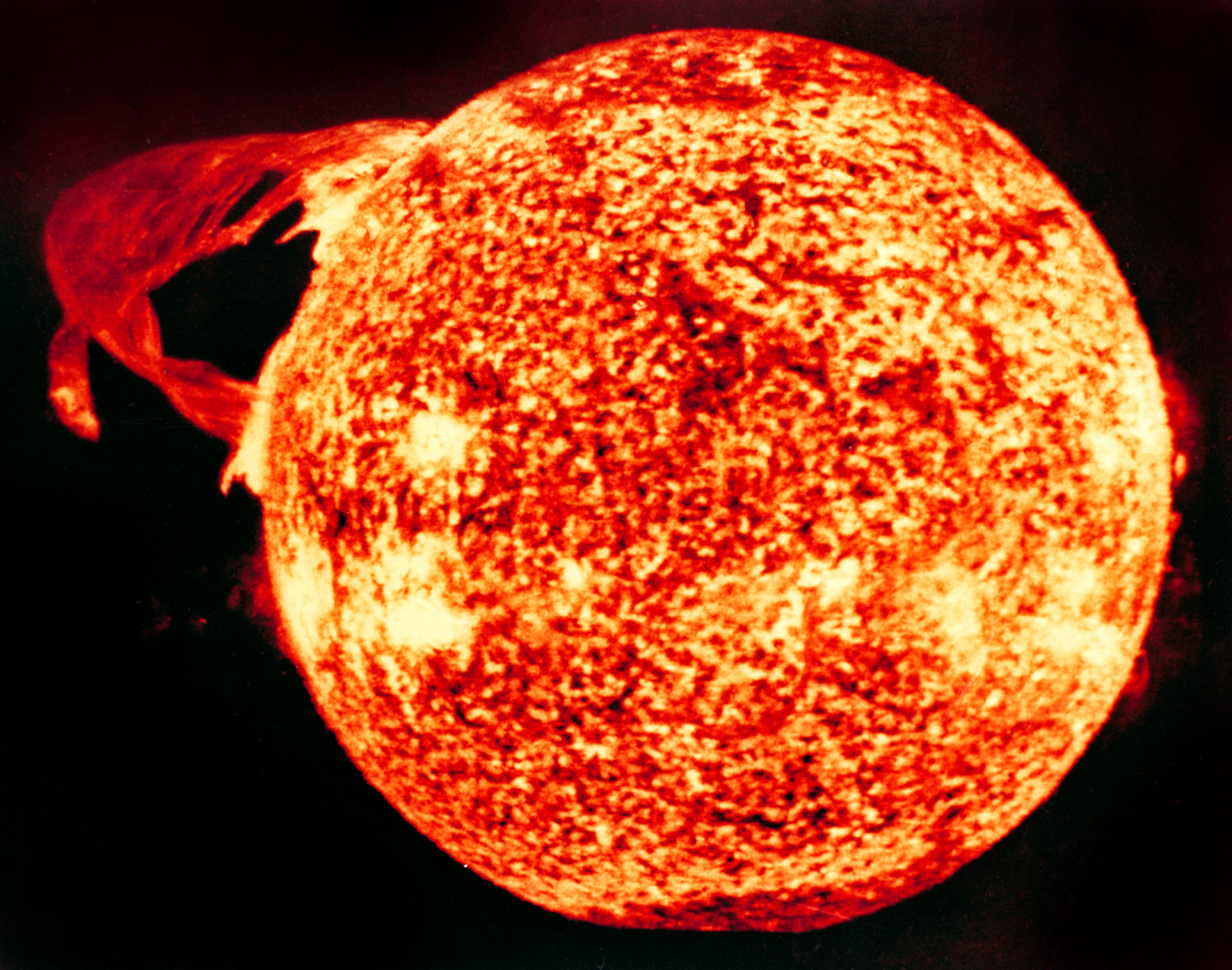
Una dintre cele mai mari protuberanțe solare înregistrate vreodată, produsă în ciclul solar 20 (19 decembrie 1973).

Ciclul solar 20 este al douăzecilea ciclu solar din 1755, data de începere a urmăririi extensive a activității și petelor solare. Ciclul solar a durat 11,4 ani, începând în octombrie 1964 și încheindu-se în martie 1976. Numărul maxim ponderat de pete solare, observat în timpul ciclului solar a fost de 156,6 (noiembrie 1968), iar minimul inițial a fost de 14,3. În timpul minimului din tranzitul de la ciclul solar 20 la 21, au existat un total de 272 de zile fără pete solare.
Comparația cu alte cicluri arată că activitatea geomagnetică în timpul fazei de declin a ciclului 20 (1973-1975) a fost neobișnuit de ridicată. Activitatea solară intensă a fost un factor care a cauzat reintrarea în atmosferă a Skylab în 1979, mai devreme decât se preconiza.
Datele din ciclul solar 20 au fost utilizate pentru a construi modelul K-1974 de fluență a protonilor solari, utilizat pentru planificarea misiunilor spațiale în timpul ciclului solar 21.

## Furtuna solară din august 1972
O regiune extrem de activă, McMath 11976, a produs o serie istorică de erupții solare și ejecții de masă coronală (EMC) în august 1972. Una dintre EMC a călătorit spre Pământ într-un timp record de 14,6 ore și a produs o furtună geomagnetică puternică; aceasta a provocat perturbări generalizate ale rețelelor electrice și de comunicații și detonarea accidentală a numeroase mine marine magnetice ale Marinei SUA în Vietnamul de Nord.